# Duke Riley
Duke Riley (Buras, Luisiana, 9 de agosto de 1994) es un jugador profesional estadounidense de fútbol americano que se desempeña en la posición de linebacker en Miami Dolphins, equipo de la National Football League (NFL).

## Carrera
Fue seleccionado en la tercera ronda en la Reunión Anual de Selección de Jugadores de la NFL de 2017. Hizo su debut profesional con el equipo Atlanta Falcons, en el cual jugó tres temporadas (2017-2019), después pasó a Philadelphia Eagles (2019-2021), luego a Miami Dolphins, donde lleva jugando tres temporadas.